# Луелин ап Грифид
Луелин ап Грифид (вел. Llywelyn ap Gruffudd) или Луелин Последњи (вел. Llywelyn Ein Llyw Olaf) био је Принц од Велса (1258–1282) и последњи независни владар Велшана.

## Историја
Рођен као наследник велшког краљевства Гвинет и унук Луелина Великог, Луелин ап Грифид (1246–1282) искористио је унутрашње неприлике у Енглеској и прогласио се 1258. принцом од Велса. Уговором у Монтгомерију 1267. енглески краљ Хенри III (1216–1272) је потврдио ту титулу Луелину. Но, независност Велса није била дугог века: енглески краљ Едвард I је 1282. напао и до 1284. покорио читав Велс, а Луелин Последњи погинуо је у боју.